# ミハイル・イグナティエフ
ミハイル・イグナティエフ（ロシア語: Михаил Борисович Игнатьев, 英語: Mikhail Ignatiev, 1985年5月7日 - ）は、ロシア・サンクトペテルブルク出身の自転車競技選手。
かつては夏場はロードレース、冬場はトラックレースをこなしていた（近年ではエリック・ツァベル以外にはほとんどいない）が、現在はロードレースに専念している模様。

## 経歴
2002年、2003年のジュニア世界選手権において、いずれも3つの金メダルを獲得。
2004年アテネオリンピックのポイントレースにおいて、連覇を狙うスペインのホアン・リャネラスら上位グループ選手から、1ラップ奪い取って金メダルを獲得。
2005年、マドリードで開催された世界自転車選手権のロードレース、アンダー23・個人タイムトライアル優勝。2006年、2007年の同種目ではそれぞれ2位に食い込んだ。
2007年、ジロ・デ・イタリア初出場、総合128位。
2008年、ブエルタ・ア・エスパーニャ初出場、総合104位。
2009年、ツール・ド・フランス初出場、総合140位。
2010年、ティレーノ〜アドリアティコ 区間1勝(第6)。